# 廷亞瓦爾科區
廷亞瓦爾科區（西班牙語：Distrito de Tinyahuarco），是秘魯的一個區，位於該國中部帕斯科大區的帕斯科省，始建於1917年9月12日，面積94.49平方公里，海拔高度4,275米，2005年人口5,784，人口密度每平方公里61人。